# Kathy Sheehy
Kathy Sheehy, detta Gubba (Moraga, 26 aprile 1970), è un'ex pallanuotista e allenatrice di pallanuoto statunitense; con la nazionale, da giocatrice, ha conquistato una medaglia d'argento olimpica a Sydney 2000.

## Biografia

### Carriera da giocatrice
Iniziò a giocare a pallanuoto nella squadra maschile studentesca del Cuesta College di San Luis Obispo, poiché all'epoca non esisteva la formazione femminile; nel 1991 proseguì il suo percorso di studi alla San Diego State University, diventando una giocatrice delle Aztecs con le quali rimase fino al 1994, e contemporaneamente ottenne la sua prima convocazione nella nazionale statunitense. Con quest'ultima partecipò ai campionati mondiali di Roma 1994, chiusi in quarta posizione, e prese inoltre parte all'esordio della disciplina sia ai Giochi panamericani di Winnipeg 1999, in cui ottenne la medaglia d'argento, sia ai Giochi olimpici di Sydney 2000, dove giunse seconda perdendo la finale contro le padrone di case dell'Australia, che segnarono il controverso gol decisivo ad un secondo dallo scadere della partita. Si ritirò dalla nazionale l'anno seguente, dopo aver gareggiato ai mondiali di Fukuoka 2001 terminati nuovamente al quarto posto.
A livello di club militò nelle formazioni del New York Athletic Club e dell'Old Mission Beach Athletic Club.

### Carriera da allenatrice
Terminata la carriera da giocatrice iniziò ad allenare alcune squadre studentesche liceali di San Diego e nel 2008 fu capoallenatrice della nazionale B degli Stati Uniti; dal 2022 fa parte dello staff delle Arizona Sun Devils.

### Riconoscimenti
Nel 2010 venne inserita nella Hall of Fame della pallanuoto statunitense.

## Palmarès

### Nazionale
- Olimpiadi

1 argento: Sydney 2000
- Giochi panamericani

1 argento: Winnipeg 1999